# ポリス・ストーリー/香港国際警察
『ポリス・ストーリー/香港国際警察』（ポリス・ストーリー/ほんこんこくさいけいさつ、原題：警察故事、英題：Police Story）は、1985年に公開されたジャッキー・チェン監督・主演のアクション映画/コメディ。

## 概要
ジャッキー・チェンが監督・脚本・主演・武術指導を兼ねたアクション映画。『プロジェクトA』と並ぶジャッキーの代表作といえる1本で、ジャッキー自身も自らのベスト映画の1本として挙げている。第5回香港電影金像奨で最優秀作品賞と最優秀アクション指導賞を受賞した。興行的にも大ヒットし、この「ポリス・ストーリー」シリーズは2014年現在までに本シリーズやスピンオフ、別作品を含め多数製作されている。
主題歌「英雄故事」は、香港警察の活動を紹介する香港電台製作の番組「警訊（ポリスレポート）」に使用されたほか、2017年公開のジャッキー・チェン主演映画『ポリス・ストーリー REBORN』ではジャッキーによるセルフカバー版が使用された。
この映画を見たバート・レイノルズがクリント・イーストウッドに紹介し、レイノルズ、イーストウッド共に本作を高く評価したという。イーストウッド主演の1988年公開の映画『ダーティハリー5』では、ハリーの相棒の中国人刑事役にジャッキーへの出演依頼があった。また、冒頭の事件を解決した主人公刑事が警察のイメージアップのためマスコミに露出させられるというくだりが、本作から引用されている。シルベスター・スタローン主演の1989年のハリウッド映画『デッドフォール』も本作を参考にし、二階建てバスの進路に立ちふさがり発砲で急停車させ敵が慣性の法則で飛び出すくだりが、そのまま引用されている。
現在はウォルト・ディズニー・カンパニー傘下のスターTV→スターに著作権が移動している。

## ストーリー
香港警察のチェン・カクー刑事（ジャッキー・チェン）が特殊訓練を終えて犯罪捜査班に配属されてくる。その日の夜、会議室で香港最大の麻薬組織を摘発する重要な捜査会議が行なわれた。ターゲットは、殺人にまで手を染めていたボスのチュウ・タオ（チュウ・ヤン）。
数日後、チェン刑事らは山奥のスラム街で張り込みをし、チュウの秘書サリナ（ブリジット・リン）を逮捕した。その隙にチュウに逃げられてしまうも、車でスラム街を突っ切り、途中で乗り捨てて、チュウ一味にジャックされた路線バスを必死に追いかけ、何とかチュウも逮捕することに成功した。
そんなある日、突然サリナが釈放される。彼女には検察側証人になる司法取引が結ばれていたのだ。サリナの身辺警護を命じられたチェン刑事は、彼女の出廷を妨害しようとするチュウの部下たちと激しい闘いを繰り広げることとなる。

## キャスト
役名は英語版と日本版（広東語版）では若干違っている。カッコ内は英語版/広東語版の役名。ちなみに吹替版は英語版を準拠している。
- チェン・カクー（ケビン・チェン/陳家駒）：ジャッキー・チェン（成龍）　※広東語の発音に則してチャン・カークイと表記する場合もある。
  - 香港警察の刑事。自分の仕事に限りない情熱とプライドを持っている。
- サリナ・フォン（セリーナ・フォン/Selina方）：ブリジット・リン（林青霞）
  - タオの秘書。
- メイ（阿May）：マギー・チャン（張曼玉）
  - チェンの恋人。
- チュウ・タオ（トム・クー/朱滔）：チュウ・ヤン（楚原）
  - 実業家を隠れミノにする麻薬シンジケート[チャイナ・ルート]のボス。
- 署長（陳Sir/レイモンド）：ラム・コーホン（林國雄）
- チョー警部（ビル警部/ウォン警部/驃叔）[※ 1]：トン・ピョウ/ビル・トン（董驃）
- ダニー・クー：フォン・ハックオン/ブラッキー・フォン（馮克安）
- ブン刑事（マオ刑事/阿德）：カム・ヒンイン（金興賢）
- キム刑事（大口金）：マース（火星）
- フランシス刑事（タク刑事） ：ケン・トン（湯鎮業）
- ジョン・コー（ジョニー）：チャーリー・チョウ（曹查理）

| 役名             | 俳優                   | 日本語吹き替え                                                 | 日本語吹き替え           | 日本語吹き替え           | 日本語吹き替え | 日本語吹き替え |
| 役名             | 俳優                   | フジテレビ版                                                   | フジテレビ版追加録音部分 | フジテレビ版追加録音部分 | テレビ朝日版 | BD版           |
| 役名             | 俳優                   | フジテレビ版                                                   | テレビ東京版             | BD版                     | テレビ朝日版 | BD版           |
| ---------------- | ---------------------- | -------------------------------------------------------------- | ------------------------ | ------------------------ | --- | -------------- |
| チェン・カクー   | ジャッキー・チェン     | 石丸博也                                                       | 石丸博也                 | 石丸博也                 | 石丸博也 | 石丸博也       |
| サリナ           | ブリジット・リン       | 榊原良子                                                       |                          |                          | さとうあい | 本田貴子       |
| メイ             | マギー・チャン         | 佐々木るん                                                     |                          | 小林沙苗                 | 岡本麻弥 | 小林沙苗       |
| 署長             | ラム・コーホン         | 納谷六朗                                                       | 千々和竜策               | 納谷六朗                 | 堀内賢雄 | 森田順平       |
| チョー警部       | トン・ピョウ           | 富田耕生                                                       | 富田耕生                 | 富田耕生                 | 辻親八 | 宝亀克寿       |
| チュウ・タオ     | チュウ・ヤン           | 辻村真人                                                       | 辻村真人                 | 秋元羊介                 | 阪脩 | 秋元羊介       |
| ピーター弁護士   | ラウ・チーウィン       | 中田浩二                                                       |                          | 中田浩二                 | 金尾哲夫 | 大川透         |
| ダニー           | フォン・ハックオン     | 椎橋重                                                         |                          |                          | 谷口節 | 小山力也       |
| ジョン・コー     | チャーリー・チョウ     | 西村知道                                                       | 西村知道                 | 西村知道                 | 仲野裕 | 相沢まさき     |
| ブン刑事         | カム・ヒンイン         | 谷口節                                                         |                          | 田中正彦                 | 田中正彦 | 田中正彦       |
| キム刑事         | マース                 | 竹村拓                                                         | 御園行洋                 | 竹村拓                   | 桜井敏治 | 岡哲也         |
| フランシス刑事   | ケン・トン             | 鈴木勝美                                                       | 坂詰貴之                 | 山野井仁                 | 中田和宏 | 山野井仁       |
| 検事             | ロバート・ロー         | 石森達幸                                                       |                          | 野島昭生                 | | 野島昭生       |
| 刑事             | ポール・ウォン         |                                                                |                          |                          | |                |
|                  | ワン・ファト           |                                                                |                          |                          | |                |
|                  | ダニー・チョウ         |                                                                |                          |                          | |                |
| ゾロ目           | タイ・ポー             | 高宮俊介                                                       |                          |                          | 家中宏 | 真殿光昭       |
| 裁判長           | ポール・チャン・チュン | 小関一                                                         |                          |                          | | 牛山茂         |
| 警官             | ウー・フン             |                                                                |                          |                          | |                |
| インタビュアー   | マネー・ロー           |                                                                |                          |                          | |                |
| 広報ディレクター | ウィニー・ユー         |                                                                |                          |                          | |                |
|                  | アニー・ラウ           |                                                                |                          |                          | |                |
|                  | クラレンス・フォー     |                                                                |                          |                          | |                |
|                  | マイケル・ライ         |                                                                |                          |                          | |                |
| その他キャスト   | その他キャスト         | 関俊彦 玄田哲章 荒川太郎 菅原淳一 小林輝世子 林優子 弘中くみ子 |                          |                          | 松本大 伊藤和晃 宝亀克寿 大川透 大黒和広 安井邦彦 鳥畑洋人 棚田恵美子 水原リン 相沢正輝 柳沢栄治 吉田美保 喜田あゆ美 渡辺美佐 |                |

- フジテレビ版：1987年10月10日『ゴールデン洋画劇場』DVD、BD収録[※ 2]フジテレビ版追加録音部分：2008年3月27日『木曜洋画劇場』
- テレビ朝日版：1995年10月22日『日曜洋画劇場』
- フジテレビ版追加録音部分：2012年初収録
- BD版：2012年初収録[※ 3]

フジテレビ版の音源はカット部分に二度追加収録が行われている。一度目はテレビ東京の「木曜洋画劇場」で成龍計画2008（ジャッキープロジェクト2008）と題して放送された際、二度目は2012年のアルティメット・エディションに収録された際である。どちらも当時と同じ声優陣を集めて初放映時にカットされたシーンの吹き替えを追加収録しているが、既に引退・故人となっていたり、諸事情でアフレコに参加できなかったキャストには代役が立てられている。また、どちらか片方のバージョンは当時の声優本人が声を当てているが、もう片方のバージョンでは別人が代役を務めているケースもある。なお、フジテレビ版の音源のトータル時間が87分（エンドロールを含む）に対して、テレビ東京版は本編トータル時間が91分だったが、エンドロール（NG集）がトータル1分に短縮されていた為、実質本編は90分だった。

## スタッフ
- 監督・原案・脚本・武術指導・アクション監修：ジャッキー・チェン
- 製作総指揮：レイモンド・チョウ、レナード・ホー
- 製作担当：ウィリー・チェン
- 製作・脚本：エドワード・タン
- 音楽：マイケル・ライ
- 武術指導：ユン・キンチョウ 、ベニー・ライ、フォン・ハックオン、マース、ポール・ウォン、クリス・リー
- 武術指導クルー：ジャッキーチェン・スタントチーム (成家班)
- 協力：三菱汽車（三菱自動車）ジャッキー映画ではおなじみの劇用車協力。
- 主題歌：『英雄故事』 
（作曲：馬飼野康二 マイケル・ライ　作詞：ジェームズ・ウオン　歌：ジャッキー・チェン）
※1985年11月に日本で発売された12インチシングル「Dear Jackie」に収録された「夜明けのプリマドンナ」（作曲：馬飼野康二　作詞：秋元康）をモチーフに、マイケル・ライが新たな旋律を加えたもの。
- 製作会社：ゴールデン・ハーベスト、ゴールデン・ウェイ・フィルムズ

### 日本語版
- 日本語字幕：進藤光太（劇場公開版）、本野久江（ソフト版）

|                | フジテレビ版   | フジテレビ版追加録音部分 | フジテレビ版追加録音部分 | テレビ朝日版         | BD版             |
| テレビ東京版   | フジテレビ版   | BD版                     |                          | テレビ朝日版         | BD版             |
| -------------- | -------------- | ------------------------ | ------------------------ | -------------------- | ---------------- |
| 演出           | 壺井正         |                          | 市来満                   | 蕨南勝之             | 市来満           |
| 翻訳           | 額田やえ子     |                          | 高橋結花                 | 徐賀世子             | 高橋結花         |
| 効果           | スリーサウンド |                          |                          | リレーション         |                  |
| 調整           | 高橋久義       |                          | 小出善司                 | 山田太平             | 小出善司         |
| プロデューサー |                |                          |                          | 福吉健               |                  |
| 制作           | グロービジョン |                          | スタジオザウルス         | ムービーテレビジョン | スタジオザウルス |

## 作品解説

### 経緯・撮影
ジャッキーは本作の前に『プロテクター』に出演した。この作品はニューヨーク市警の刑事が活躍するアクション作品だが、アクションの演出方法をめぐって監督のジェームズ・グリッケンハウスと意見が対立したり、完成した作品はジャッキーにとってあまりにも不本意で気に入らない出来だったため、「こうなったら本物の刑事アクションを見せる」と怒りを爆発させ、オリジナルの刑事アクション作品を企画し、完成した作品が本作だった。
そして撮影当時、ジャッキーのスケジュールは熾烈を極めていた。本作の撮影は1985年1月から開始され、同時期に『大福星』の日本ロケーションが重なるなど、既にかなりの忙しさだった。それらに加えて、2月からは『ファースト・ミッション』の撮影も開始され、さらに6月からは『七福星』の撮影も入りジャッキー自身も周りの現場も混乱していた。
『ファースト・ミッション』と『七福星』はサモ・ハン・キンポーの作品だが、ジャッキーにとっては幼少期からの兄貴分で、スタントマン時代から世話になっていた恩人でもあるということから出演依頼を断れなかったとみられる。このため、午前からは『ポリス・ストーリー』、午後は『ファースト・ミッション』、そして夕方から早朝にかけては『七福星』という超過密スケジュールを連日こなしていた。睡眠時間が全くないジャッキーは、移動中の車内と撮影の合間に少しだけ睡眠をとっていた。

### アクション
本作はアクションシーンを最優先して製作された。まずジャッキーは三つのアクションを考え、すべてのアクションがつながるように後付けで脚本を完成させていった。考え出したシーンの一つ目は「山の急斜面を爆走するカーアクション」、二つ目は「二階建てバスを追跡するアクション」、三つ目は「ショッピングモールにて複数人とのバトルアクション」だった。先にこれらのアクションを考え、次にアクションシーンがつながるようにストーリーを製作し、最終的に出来上がったのが現在の物語となった。
なお、クライマックスのショッピングモールでのアクションシーンは実際に九龍にある「永安百貨」というデパートで撮影された。総勢600人ものエキストラを動員し、営業時間外でないと撮影できないため、完成まで2ヶ月間の期間を要した。
また、本作はガラスを使用したアクションが非常に多い。これはある日、ジャッキーが香港の街を歩いていたとき、ガラスと鉄鋼が景色の中心を占めていることに気がついた。そこでジャッキーは「ガラスを割る、飛び込む、上に落ちる」といった、ガラスを取り入れたアクションを思いついた。こうしてアクション撮影の際に大量のガラスが導入され、撮影現場ではタイトルをもじり"ガラス・ストーリー"と呼ばれていた。
そしてラストの代表的なスタントと評される「ポール滑降シーン」の撮影の際、撮影現場のデパートが使用できるのは閉店後から翌朝の9時半までだったため、スタッフたちは大急ぎで準備していた。ようやく準備が整ったころには既に夜が明け始め、スタントができるチャンスは一度だけだった。絶対に失敗できないという緊張状態の中でなかなか決心がつかず、しばらく周りを歩いていたが、ようやくジャンプ地点のバルコニーにスタンバイしたジャッキーは自分のタイミングで飛ぶために、「俺が首を振ったらカメラを回してくれ」とスタッフたちに伝えた。
そして手すりの上に乗り、リラックスをしようと首を回していたら、それを「本番の合図」と勘違いしたスタッフの指示で一斉に12台のカメラが回り始めてしまった。静まり返った現場でカメラの動作音だけが鳴り響き、そこにいるスタッフ、キャスト全員がジャッキーに注目。その瞬間、ジャッキーは命の危険を直感したが、叫び声（"シアー"と叫んでいる。広東語で"死ね"という意味で"いっそ死んでやる"という意味を含んでいる）と共にポールに飛び移り、地上3階から地下1階までの約30メートルを一気に滑り降り、そのまま地面に落下。スタントは大成功で、見届けたスタッフやキャストからは拍手が沸き起こった。

## 日本公開時

### 宣伝
公開当時のポスター等宣伝材料には『香港映画50周年記念作品』と銘打たれており、パンフレットの解説文にも、50周年記念作品として選定されたかのような文面があるが、これは日本独自での宣伝方針であり香港公開時にそのような触れ込みはなかった。
原題『警察故事』から窺い知れるように所轄警察署の物語に過ぎない映画ながら、超大作のように印象付ける宣伝方針から、『香港国際警察』と銘打った。ポスターのイラストには、銃を構えるタキシード姿の白人男性、サングラス姿の女性、ロッカー風の長髪の男性、カリーム・アブドゥル＝ジャバー風の黒人男性、トラックスーツ姿の武道家、ヘリコプター、ミニスカートの女性警察官、数多くのアメリカ車風パトカー等が描かれているが、これらはすべて劇中に登場しない。エスカレート気味だった東宝東和による誇大広告が頂点に達した作品でもある。

### 反響
『プロジェクトA』以来の大作であることを謳った宣伝で1986年の正月映画として封切られたが、配給収入10億3百万円 と前年までのジャッキー・ブームから些かの陰りを感じさせる結果となった。このためシリーズ第2作の公開時には、日本題名の『香港国際警察』も英語題名の『ポリス・ストーリー』も冠せず、『九龍の眼/クーロンズ・アイ』という独自の題名で配給し、本作の続編であることは積極的に宣伝されなかった。

## 試写会
1985年12月2日（月）集英社ヤングジャンプ独占試写会　大阪SABホール　18時開場　18時30分上映
1985年12月10日（火）集英社ヤングジャンプ独占試写会　日本教育会館・一ツ橋ホール　18時開場　18時30分上映
上映時間：1時間46分　※試写状記載時間

## バージョン違い
本作は数種類のバージョンが存在している。2014年現在までのところ、日本で公開されたバージョンが最も長い。日本版のオープニングは香港の街並みをバックに主題歌が流れ、香港警察への敬意が英文で表示されるなど、豪華な作りとなっている。
ストーリーの流れも冒頭のシーンで香港（英語）版は麻薬取引の場所と作戦会議の回想シーンを合わせたところからだが、日本版ではチェン刑事が特殊訓練を終えて犯罪捜査班に配属の際、チョウ部長に挨拶するシーンからはじまり、その後同僚・キム刑事の誕生祝いのシーンを経て夜の作戦会議、当日の現場張り込みとなる。日本版の中盤、事件から外され地方分署勤務となったチェン刑事が情報屋からの電話を皮切りに多数の通報電話にてんてこ舞いするシーンが香港（英語）版ではほとんどカットされている。クライマックスでもチェン刑事が仇役チュウを袋叩きにした後更に殴りかかろうとして制止されるシーンで終わっているが、日本版ではその後も展開が続き、デパートの外でチュウ一味がそれぞれパトカー（や救急車）に乗せられるところでエンドロールとなる。またエンドロールに流れるNGシーンも香港公開版と日本版では違うものが扱われている。

### ソフト
日本公開版はポニーキャニオンからVHSとLDで発売されていたがいずれも絶版。専門チャンネルなどで放映される場合はポニー版の映像が使われていたが、2007年9月にムービープラスで放送されたのは香港版であった。
DVDは初期はパイオニアLDC(香港メガスター盤をパッケージのみ変更して発売)、その後ジェネオン・ユニバーサルから発売された(香港スター社によるリマスター版に日本語字幕・吹き替えをつけたもの)。クオリティは後者の方が高いが、いずれも香港公開版が元となっているため、日本公開版ではない。
また、後に同仕様のものがパラマウントから再発売された後、2012年には、さらに日本語吹き替えを追加・新録し、新たな映像特典を加えたアルティメット・エディションがBDにて発売された(後にDVDも「完全日本語吹き替え版」として香港公開版が発売)。
アルティメット・エディションには香港公開版の本編とは別に映像特典としてではあるが、長らく再ソフト化されてなかった上記の日本公開版を現存する当時のフィルムからテレシネした本編が日本語吹き替え付きで収録されている。また海外においても一部のDVDなどで特典映像として日本公開版に存在するシーンが抜粋されているものはあったが、2018年の4Kマスターを使用したBDには特典映像として上記アルティメット・エディションに収録されていた日本公開バージョンと同等のものが収録されたので全編視聴可能となっている。

### 日本語吹き替え
台詞音源は、当時の香港映画の方式である「声優による吹き替え」となっており、出演者たちの肉声によるオリジナル音源というものは存在せず、広東語や北京語、英語など様々な言語バージョンが制作されている。また、英語版は香港版の本編から更に細かい場面をカットしており、BGMも変更されている。このBGMはアメリカの作曲家ケヴィン・バシンソンによって書かれた。フジテレビで放送したものは英語版をもとに吹き替えが作られたものなので、当然劇場公開版とはBGMが異なっている（テレビ朝日で放送したものは日本公開版がもとになっていた）。
よって、これまで香港版の本編にフジテレビの製作した吹き替えを収録しているDVDは日本語吹き替えで見る場合、一つの場面で矢継ぎ早に何度も日本語と広東語が切り替わる部分があり、さらにBGMも突然変わってしまうためかなり見づらくなっており、日本版DVDが抱える問題点のひとつであったが、前述の通り現在パラマウントから発売されているDVD/BDは、香港公開版をベースにフジテレビ版の声優の追加収録と新規キャストで新録した2種類の日本語吹き替えが収録され、いずれも全編字幕切り替えなしで日本語吹き替えが視聴できるバージョンとなっている。

## シリーズ
本作は大ヒットにより、下記のとおりシリーズ化されている。【】は原題。
- 『ポリス・ストーリー/香港国際警察』【警察故事】（1985） - 本作品。
- 『ポリス・ストーリー2/九龍の眼』（劇場公開邦題『九龍の眼/クーロンズ・アイ』）【警察故事 續集】（1988）
- 『ポリス・ストーリー3』【警察故事III/超級警察】（1992）
- 『ファイナル・プロジェクト』【警察故事4之簡單任務】（1996） - 原題に「警察故事」と冠されているが、日本リリース時に「ポリス・ストーリー」と冠されなかった。

スピンオフ作品
- 『プロジェクトS』【超級計劃】（1993） - 『ポリス・ストーリー3』でミシェール・キングが演じたヤン刑事を主人公としたスピンオフ。ジャッキーはカクー刑事役でカメオ出演。

1作目とは別設定・別世界観であるが、原題に「警察故事」と冠されている作品
- 『香港国際警察/NEW POLICE STORY』【新警察故事】（2004） - ジャッキーは主演のチャン・クォッウィン警部を演じた。
- 『ポリス・ストーリー/レジェンド』【警察故事2013】（2013） - ジャッキーは主演のジョン・ウェン刑事を演じた。

1作目とは別設定・別世界観であり原題にも「警察故事」と冠されていないが、日本リリース時に「ポリス・ストーリー」と冠された作品
- 『新ポリス・ストーリー Pom Pom』【神勇雙響炮】（1984） - 『五福星』のスピンオフ的な作品であり、ジャッキーは『五福星』と同じCID 07としてカメオ出演。
- 『新ポリス・ストーリー』【重案組】（1993） - ジャッキーは主演のエディ・チャン刑事を演じた。
- 『ポリス・ストーリー REBORN』【机器之血】（2017） - ジャッキーは主演のリン・トン捜査官を演じた。なお主題歌は1作目と同じく「英雄故事」であり、1作目と同一の世界観とする向きもある[7]。日本では『ポリス・ストーリー』ユニバース10本目を飾る記念作として公開された。